# ウーゴ・ファノ
ウーゴ・ファノ（Ugo Fano ForMemRS、1912年7月28日 - 2001年2月13日）は、イタリア出身のアメリカ合衆国の理論物理学者である。

## 生涯
ウーゴ・ファノは、イタリア・トリノの裕福なユダヤ人の家に生まれた。父は数学者のジーノ・ファノであった。

### 大学での教育
ファノは1934年にトリノ大学で数学の博士号を取得した。指導教員はエンリコ・ペルシコで、論文のタイトルはSul Calcolo dei Termini Spettrali e in Particolare dei Potenziali di Ionizzazione Nella Meccanica Quantistica（量子力学的計算スペクトル項とそのイオン化への拡張について）であった。Ph.Dの試験の一環として、Sulle Funzioni di Due o Più Variabili Complesse（2つ以上の複素変数の関数について）とLe Onde Elettromagnetiche di Maggi: Le Connessioni Asimmetriche Nella Geometria Non Riemanniana（マギーの電磁波：非リーマン幾何学における非対称接続）という2つの口頭発表を行った。

### ヨーロッパでの業績
ファノはローマでエンリコ・フェルミとともに研究をしていた。彼はラガッツィ・ディ・ヴィア・パニスペルナのシニアメンバーだった。この期間にフェルミの勧めを受けて、ファノは、2つの論文によって独創的な共鳴配置間相互作用の理論（ファノ共鳴プロファイル）を開発した。後者は、フィジカル・レビューで発表された最も引用された論文の1つである。
ファノは1936年から1937年にかけて、ライプツィヒでヴェルナー・ハイゼンベルクとともに過ごした。

### アメリカでの業績
1939年、彼はカミーラ・ラッテス(Camilla Lattes)と結婚した。彼女は
、彼のよく知られた原子・分子物理学についての著書Physics of Atoms and Molecules（1959年）の共著者である。本書の付録IIIは2つの荷電粒子の衝突の基本的な説明を提示しており、リチャード・ファインマンが講演で使用し、その内容は後に『ファインマンさん、力学を語る』（原題:Feynman's Lost Lecture）として出版された。その後、この本の内容を拡張した版がBasic Physics of Atoms and Molecules（1972年）として出版された。 
その年の後半、イタリアで反ユダヤ政策が発効したことからアメリカ合衆国に移住した。アメリカでの彼の最初の研究は、バクテリオファージと放射線物理学の研究における先駆的研究、特に、X線と中性子の生物学的効果の違いに関するものであった。
第二次世界大戦中、アバディーン性能試験場で兵役に従事した後、国立標準局（NBS、現国立標準技術研究所(NIST)）の職員となった。彼は、NBS職員で初の理論物理学者だった。1966年までNBSに勤務し、同年、シカゴ大学で物理学の教授となった。シカゴ大学では、1990年代初めまで約30人の大学院生およびポスドク研究員を指導した。彼らの多くは、現在、アメリカ、ヨーロッパ、日本の理論原子物理学・分子物理学において主導的立場を占めている。

### 科学における遺産
ファノは、原子物理学と分子物理学の分野において60年以上にわたり、また、初期の放射線物理学において大きな影響を与えた。これらの主題における現在の研究のほとんどの領域は、彼の基本的な貢献が反映されている。ファノ共鳴プロファイル、ファノ因子、ファノ効果、Lu-Fanoプロット、ファノ＝リヒテン機構など、彼の名前を冠した現象が多くある。放射線線量測定に用いられるファノの定理も、彼の研究の成果である。

## 親族
弟のロベルト・ファノは、MITの電気工学の名誉教授である。いとこのジュリオ・ラカーは、角運動量の量子論（ラカー代数としても知られる）に大きな貢献をし、ファノと共同でコンサイスモノグラフを執筆した（Irreducible Tensorial Sets（既約テンソル集合）、1959年）。 

## 栄誉
ファノは、米国科学アカデミーの会員であり、アメリカ科学アカデミー・アメリカ物理学会・王立協会のフェローであった。
ファノは、1995年にアメリカ合衆国エネルギー省のエンリコ・フェルミ賞を受賞した。彼の最も引用された論文は、上記の1961年の論文である。